# Donald Sangster
Sir Donald Burns Sangster, ON (* 26. Oktober 1911; † 11. April 1967 in Montreal, Kanada) war ein jamaikanischer Politiker und vom 23. Februar bis zum 11. April 1967 Premierminister des Landes. Sangster war Mitglied der Jamaica Labour Party.

## Leben
Sangster besuchte von 1921 bis 1929 das Munro College. 1937 wurde er dazu zugelassen als Solicitor in Jamaika zu praktizieren.
1944 kandidierte er als unabhängiger Kandidat im Wahlkreis South St. Elizabeth, konnte jedoch kein Mandat im Repräsentantenhaus erringen. Später trat Sangster der Jamaica Labour Party bei. Bei den nächsten Wahlen 1949 wurde er in das Repräsentantenhaus gewählt. 1950 wurde er stellvertretender Vorsitzender seiner Partei. Als Abgeordneter bekleidete er von 1950 bis 1953 das Amt des Ministers für soziale Angelegenheiten und von 1953 bis 1955 das Amt des Finanzministers. Sangster gehörte dem Repräsentantenhaus bis 1955 an, als seine Partei bei den Wahlen verlor und Sangster selbst sein Mandat im Wahlkreis South St. Elizabeth nicht verteidigen konnte. Bereits im selben Jahre gelang ihm jedoch der erneute Einzug in das Repräsentantenhaus, als er bei einer Nachwahl im Wahlkreis North-East Clarendon gewählt wurde. 1962 wurde er erneut Finanzminister und bald darauf stellvertretender Premierminister. Im Januar 1965 wurde er aufgrund des sich verschlechternden Gesundheitszustandes von Alexander Bustamante kommissarisch Premierminister sowie Außen- und Verteidigungsminister. Gleichzeitig behielt er sein Amt als Finanzminister. Nach dem Wahlsieg seiner Partei und Bustamantes endgültigem Rückzug aus der Politik, wurde Sangster im Februar 1967 der neue Premierminister des Landes. Daneben fungierte er als Finanz- und Verteidigungsminister.
Am 11. April 1967 starb Sangster im Montreal Neurological Institute, wo er seit dem 21. März nach einem Schlaganfall in Behandlung war. Zum Zeitpunkt seines Todes vertrat er den Wahlkreis North Central Clarendon im Repräsentantenhaus.

## Würdigung
Am 6. April wurde er auf seinem Sterbebett von Königin Elisabeth II. zum Knight Commander of the Royal Victorian Order geadelt. Sein Gesicht ist auf der jamaikanischen 100-Dollar-Banknote abgebildet. Es wurde einer der beiden großen jamaikanischen Flughäfen, der Sangster International Airport nach ihm benannt. Im Jahr 2002 wurde ihm mit der Verleihung des Order of the Nation posthum die zweithöchste Ehrung des jamaikanischen Staates zuteil.